# Назарець Віталій Миколайович
Віта́лій Микола́йович Назаре́ць (нар. 23 січня 1965 року, Дубровиця, УРСР, СРСР) — літературознавець, доктор філологічних наук (2015), професор (2010), доцент. Автор підручників, навчально-методичних посібників, хрестоматій, наукових статей з зарубіжної літератури, а також статей для ЕСУ.

## Біографічні дані
Народився 23 січня 1965 року, у Дубровиці Рівненської області.
У 1988 закінчив Рівненський педагогічний інститут. 
Працював вчителем, потім з 1994 по 1997 у Рівненському гуманітарному університеті та з 1997 по 2003 в інституті слов’янознавства. З 2003 по 2021 рік був завідувачем кафедри української мови та літератури Міжнародного економіко-гуманітарного університету; з 2022 року — старший науковий співробітник відділу зарубіжної україністики Інституту літератури НАНУ.
У 1994 році захистив кандидатську дисертацію на тему «Підтекст як смисловий феномен та художнє явище» зі спеціальності 10.01.06 – теорія літератури, у 2015 — докторську на тему «Адресована лірика як метажанр: типологія та поетика».

## Наукова робота
У сферу науково-дослідних інтересів входять термінологічні проблеми сучасного літературознавства, специфіка суб’єктно-комунікативної організації адресованої лірики, питання історії зарубіжної літератури. Загальний науковий доробок складає більше 300 наукових праць.

### Основні праці
За ЕСУ:
- Польська література XVI—ХІХ століть (зміст, особливості поетики та проблематики) в творах провідних її представників. Р., 1999;
- Теорія літератури. К., 2001; 2005; 2008 (співавтор);
- Зарубіжна Літ.: Підруч. для 11 кл. Т., 2004 (співавтор);
- Зарубіжна Літ.: Підруч. для 9 кл. К., 2009;
- Жанрові модифікації української адресованої лірики. Р., 2014;
- Основи теорії літератури: Навч. посіб. Саарбрюккен, 2017 (співавтор).[1]